# Pall Mall (papierosy)

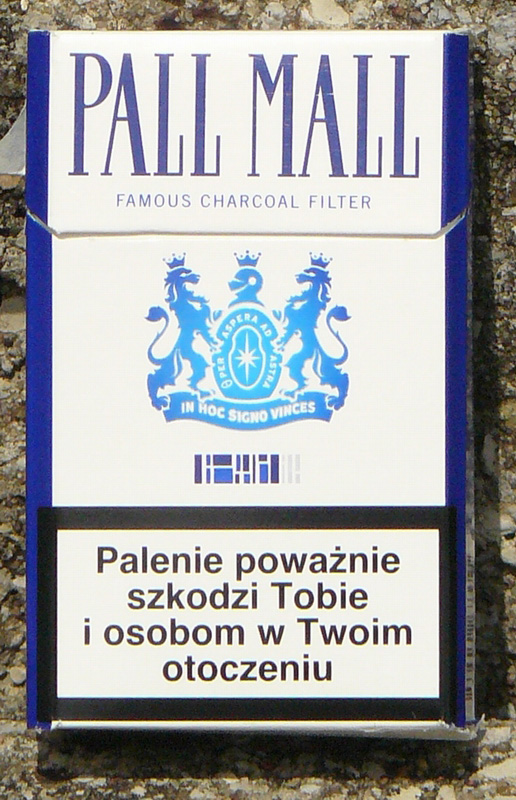
Paczka papierosów Pall Mall produkowanych w Polsce

Pall Mall – międzynarodowa marka papierosów produkowanych przez British American Tobacco.

## Historia
Papierosy tej marki zostały wprowadzone na rynek w 1899 roku przez Butler & Butler Company. Były to pierwsze papierosy klasy premium oferowane przez to przedsiębiorstwo i miały zdobyć dla niego klientów z wyższych klas społecznych. W 1907 roku Butler & Butler zostało przejęte przez American Tobacco Company. Nowy właściciel kontynuował pozycjonowanie marki klasie premium. W 1936 roku w papierosach Pall Mall wprowadzono innowacyjną metodę układania mieszanki tytoniowej, aby uzyskać łagodniejszy smak. Trzy lata później Pall Mall, jako pierwsza marka, wprowadził format King Size, który jest uznawany za standard. Pall Mall to również pierwsza marka papierosów, która w 1940 roku wprowadziła filtr w swoich produktach. W latach 60. XX wieku Pall Mall stał się najpopularniejszą marką papierosów w USA. Obecnie jest sprzedawana w ponad 110 państwach, będąc główną marką British American Tobacco i trzecią co do wielkości marką papierosów na świecie.

## Warianty
- Pall Mall 20 Red
- Pall Mall 22 Red
- Pall Mall 20 Blue
- Pall Mall 20 Blue
- Pall Mall 22 Blue
- Pall Mall 20 Silver
- Pall Mall 20 Green
- Pall Mall 20 SS Green (mentolowe)
- Pall Mall 20 SS Blue
- Pall Mall 20 SS Smooth Menthol
- Pall Mall 20 SS Violet Sensations (z kapsułką)
- Pall Mall Pocket 20 Red
- Pall Mall Pocket 20 Blue
- Pall Mall 20 Red (bez dodatków)
- Pall Mall 20 Blue (bez dodatków)
- Pall Mall 20 Crush Meets Fresh (dwie kapsułki)
- Pall Mall 20 Crisp Meets Fresh (dwie kapsułki)

## Galeria

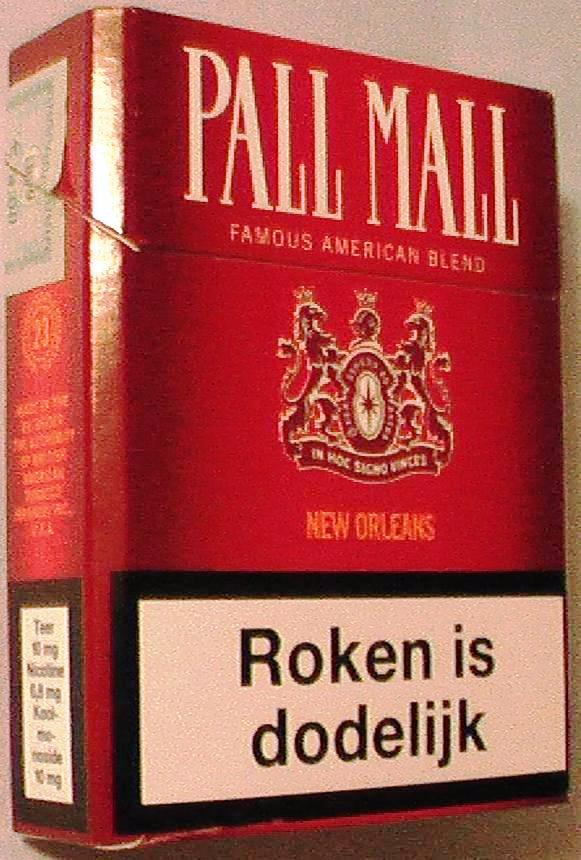
Paczka Pall Mall Red produkowana w Holandii
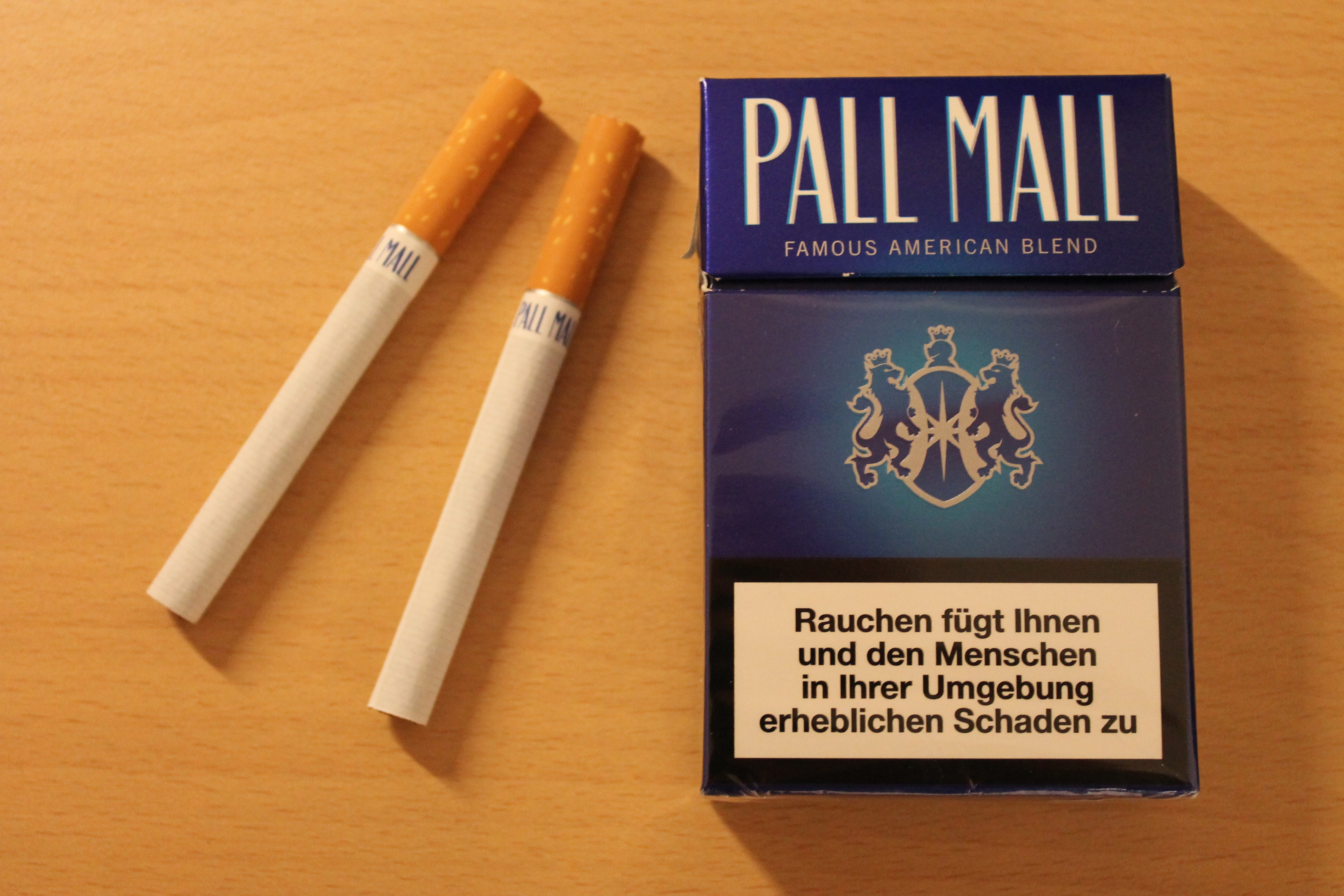
Wersja Blue produkowana w Niemczech